# Cerkev sv. Aleksandra Nevskega, Sofija
Cerkev sv. Aleksandra Nevskega (bolgarsko  Храм-паметник Свети Александър Невски, Hram-pametnik Sveti Aleksandăr Nevski, slovensko Cerkev-spomenik sveti Aleksander Nevski) je pravoslavna cerkev v bolgarski prestolnici Sofiji. Zgrajena je v novobizantinskem slogu in služi kot stolna cerkev patriarha Bolgarije. Je ena od največjih pravoslavnih cerkva na svetu in za cerkvijo sv. Save v Beogradu druga največja na Balkanu. Cerkev je ena od največjih turističnih zanimivosti Sofije. Meri 3.170 m2 in lahko sprejme 10.000 vernikov.

## Arhitektura
Cerkev Aleksandra Nevskega je križna bazilika s poudarjeno osrednjo kupolo. Pozlačena kupola je visoka 45 m, zvonik pa 53 m. Ima dvanajst zvonov s skupno maso 23 ton. Največji tehta 12 ton, najlažji pa 10 kg. Notranjost je okrašena z raznobarvnim italijanskim marmorjem, brazilskim oniksom, alabastrom in drugimi dragimi gradivi. Okrog osrednje kupole je z drobnimi zlatimi črkami napisana molitev očenaš.

## Načrt in gradnja
Gradnja cerkve se je začela leta 1882 s polaganjem temeljnega kamna, večina del pa je bila opravljena od leta 1904 do 1912.  Sveti Aleksander Nevski je bil ruski princ. Zgrajena je bila v znamenje spoštovanja do 200.000 ruskih, beloruskih, ukrajinskih in bolgarskih vojakov, ki so padli med rusko-turško vojno 1877–1778, v kateri je bila izpod osmanske oblasti med drugim osvobojena tudi Bolgarija. 
Načrte je naredil Aleksander Pomerancev s pomočjo Aleksandra Smirnova in Aleksandra Jakovljeva. Izvirni načrt so v letih 1884–1885 temeljito spremenili in ga dokončali leta 1898. Gradnjo in dekoriranje  je opravila skupina bolgarskih, ruskih, avstroogrskih in drugih evropskih umetnikov, arhitektov in delavcev, vključno z že omenjenimi arhitekti, katerim so se pridružili Petko Momčilov, Jordan Milanov, Haralampi Tačev, Ivan Mrkvička, Vasilij Bolotnov, Nikolaj Bruni, Aleksander Kiseljov, Anton Mitov in več drugih.
Elemente iz marmorja in svetila so izdelali v Münchnu, kovinske dele vrat v Berlinu, vrata sama pa v tovarni Karla Bamberga na Dunaju. Mozaike so izdelali v Benetkah.

## Sprememba imena
V prvi svetovni vojni sta bili Bolgarija in Rusija na nasprotnih straneh, zato so cerkev od leta 1916 do 1920 poimenovali po svetem Cirilu in Metodu. Po vojni so ji vrnili staro ime. 12. septembra 1924 je bila razglašena za bolgarski kulturni spomenik. 

## Relikvije
Levo od oltarja so v skrinjici razstavljene relikvije Aleksandra Nevskega, ki jih je podarila Ruska pravoslavna cerkev. Spremljajoči napis v bolgarščini pravi, da so v skrinjici relikvije (мощи, mošči). Po videzu sodeč gre za košček rebra. 

## Muzej
V kripti cerkve je muzej, v katerem je največja zbirka pravoslavnih ikon v Evropi. Ikone so del zbirke bolgarske Narodne galerije. 

## Galerija
- Cerkev, v ozadju bolgarski parlament
- Mozaik sv. Aleksandra Nevskega na zahodni fasadi z napisom  Св. благовѣрниы кн. Александръ Невскій
- Mozaik sv. Evdokije nav južnimi vhodnimi vrati
- Mozaik sv. Teodozija Tărnovskega
- Vhodna vrata
- Notranjost cerkve
- Kraljevi prestoli
- Kupole
- Glavna kupola

## Okolica
V bližini je cerkev svete Sofije, po kateri je Sofija dobila ime. Druge znamenite bližnje zgradbe so Spomenik neznanemu junaku, Bolgarska akademija znanosti, parlament, park Ivana Vazova z njegovim spomenikom in nagrobnikom, sofijska Opera, balet in park z bolšjim trgom.